# Tricolporoidites
Tricolporoidites — викопний рід квіткових рослин, що існував в середній крейді (113–94 млн років тому). Рештки рослин знайдені в Аргентині, Австралії та Лівії.

## Види
- Tricolporoidites pacltovae
- Tricolporoidites warringtonii